# Insar (Fluss)
Der Insar (russisch Инсар, ersjanisch Инесаро, mokschanisch Инзара) ist ein Fluss in der russischen Republik Mordwinien. 
Er ist ein 168 km langer, linker Zufluss des Alatyr. Sein Einzugsgebiet umfasst 3860 km².

## Verlauf
Der Insar entspringt nahe dem Dorf Alexandrowka im Rajon Insar. Von dort fließt er in östlicher Richtung durch einige Dörfer. Nach Nowaja Murawjowka mündet der Kartlei von links ein. Der Insar fließt weiter in den Rajon Rusajewka, passiert mehrere Dörfer und fließt anschließend durch die Stadt Rusajewka, wo der Fluss Pischlja von links einmündet. Kurz vor Saransk, der Hauptstadt Mordwiniens, münden die Flüsse Akschenas und Karnai von rechts. In der Stadt mündet die Tawla ebenfalls von rechts und die Saranka von links. Ab Saransk verläuft der Fluss in Richtung Norden. Im weiteren Verlauf durchfließt er die Rajons Ljambir, wo er die Ljambirka aufnimmt, und Romodanowo, wo er unterhalb der Siedlung städtischen Typs Romodanowo seine größten Nebenflüsse Amorda, Bolschaja Atma und Ladka aufnimmt, bevor er im Rajon Itschalki südöstlich der Siedlung Smolny in den Alatyr mündet.

## Bilder

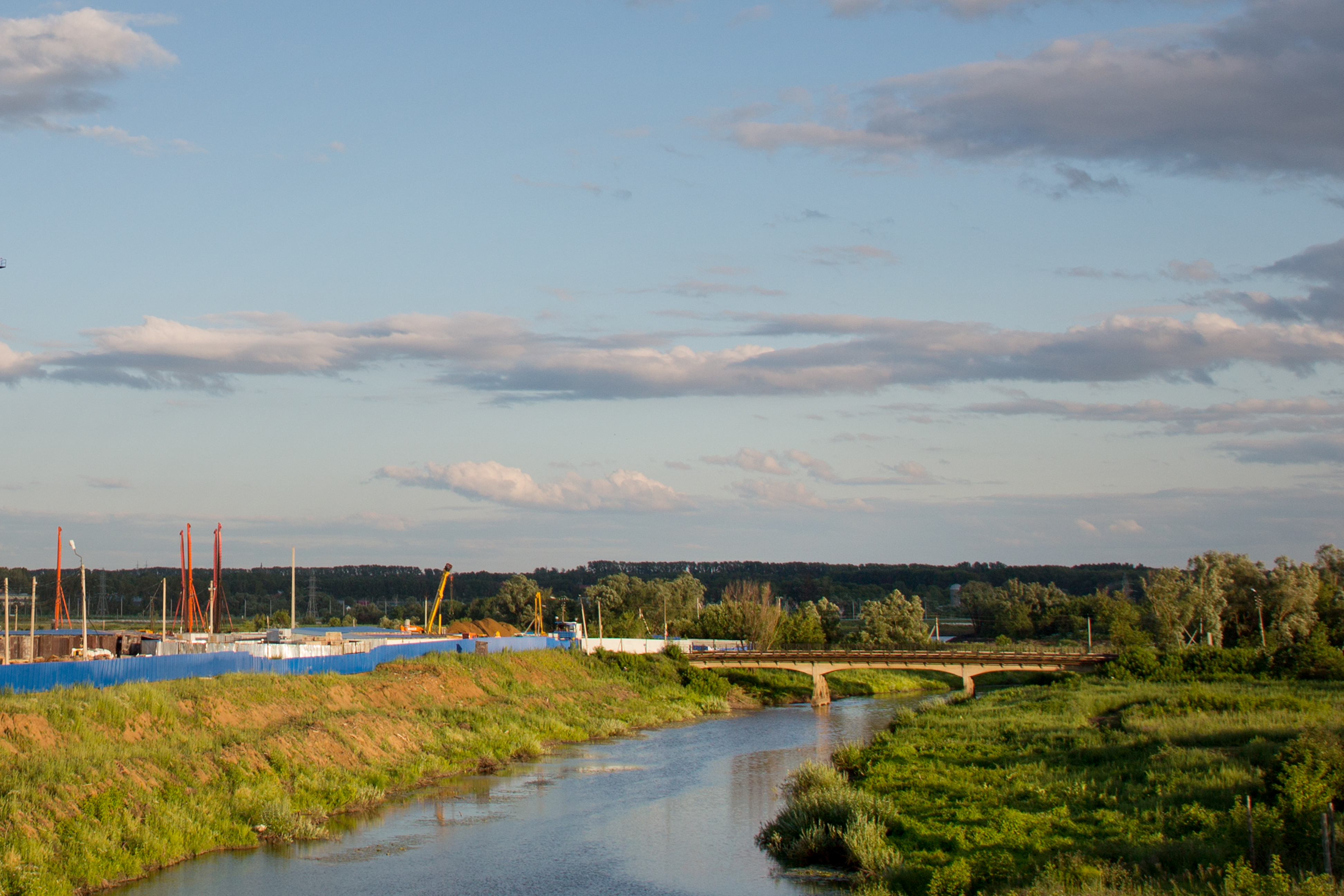
Insar bei Saransk
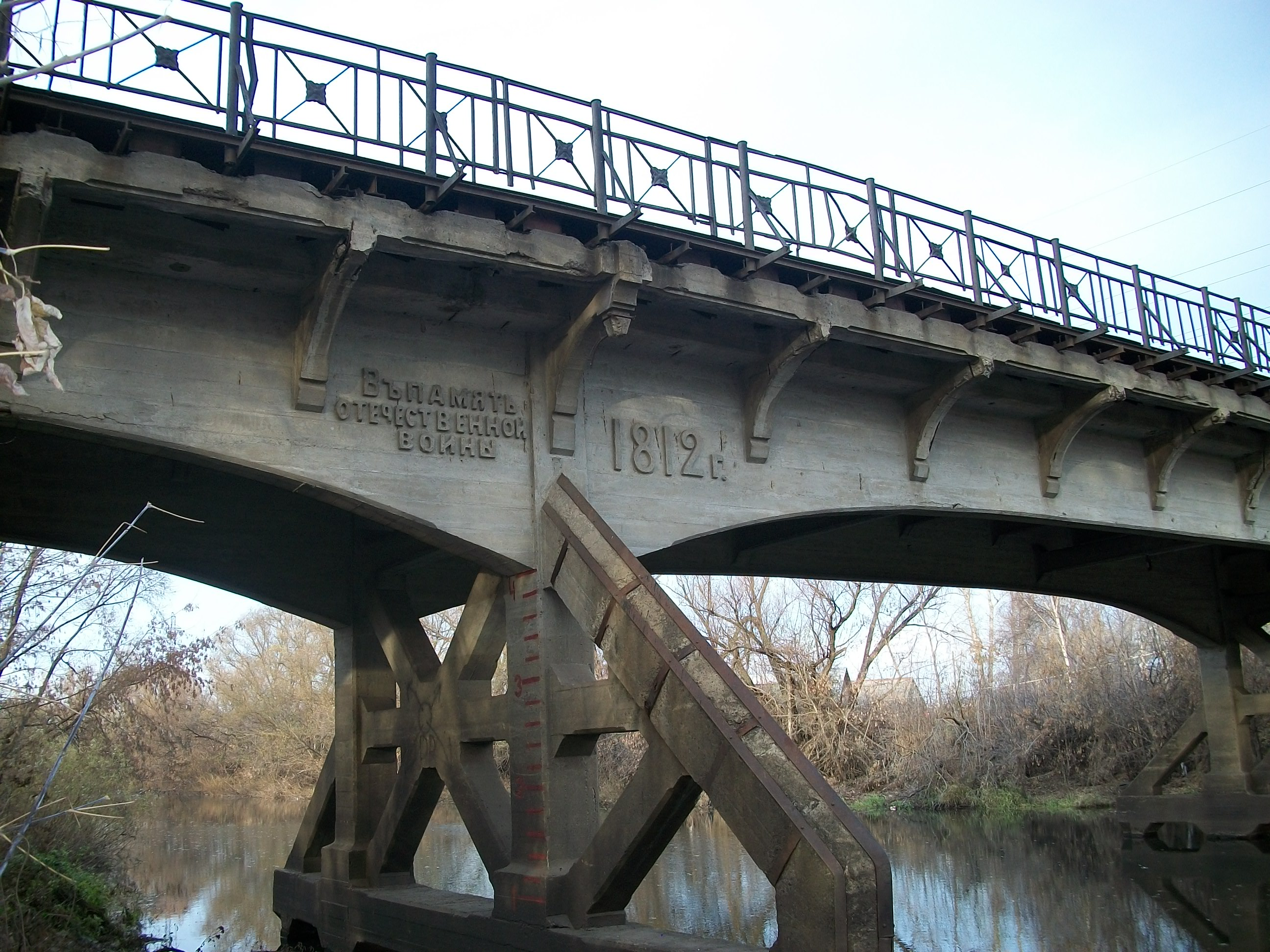
Posopsky Brücke in Saransk …
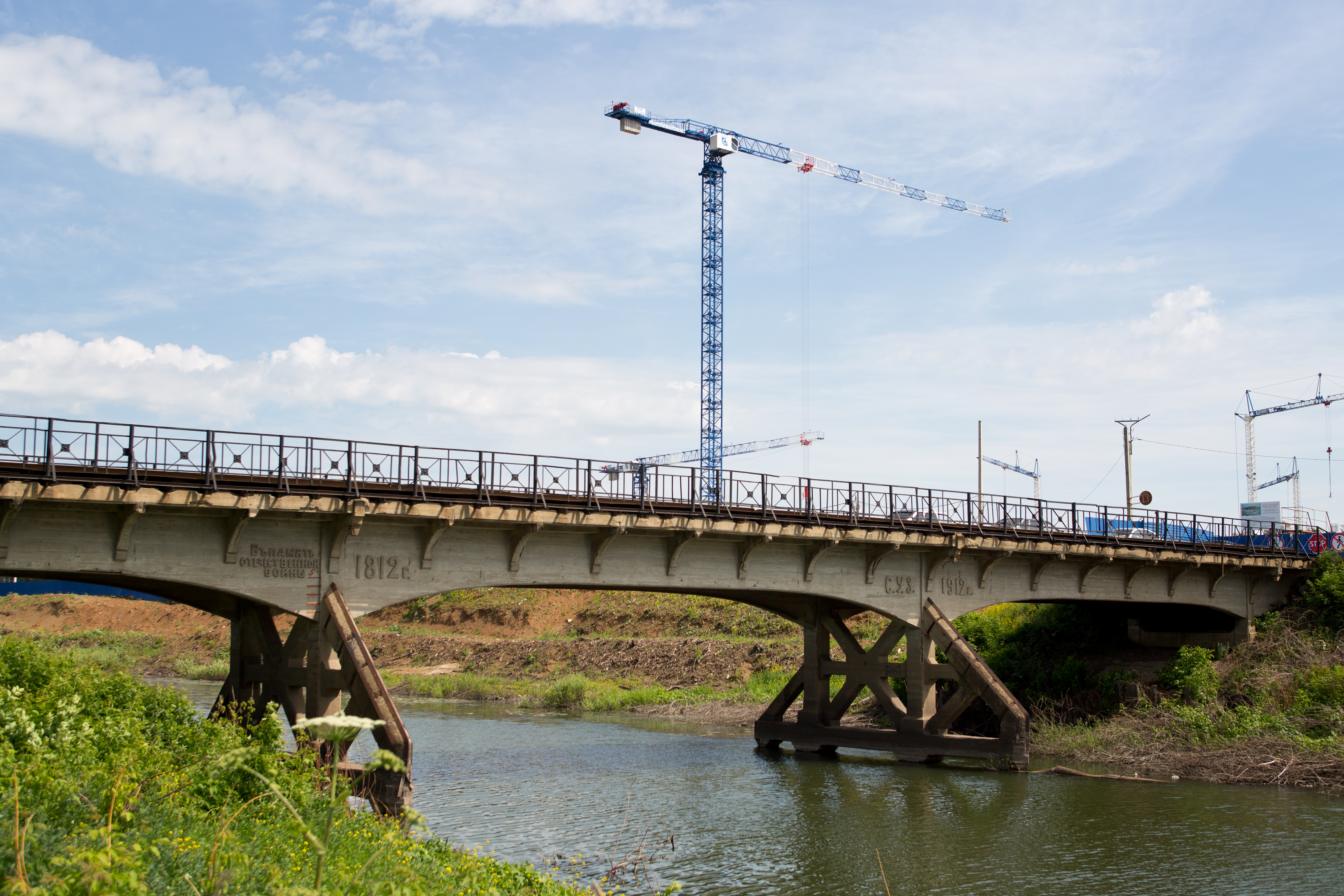
… älteste Brücke Saransks